# O Último Êxtase
O Último Êxtase é um filme brasileiro de 1973 escrito e dirigido por Walter Hugo Khouri.

## Sinopse
Num acampamento de jovens, fatos perturbadores começam a acontecer.

## Elenco
- Dorothée Marie Bouvyer
- Ewerton de Castro... Jorge
- Wilfred Khouri... Marcelo
- Lílian Lemmertz
- Luigi Picchi
- Ângela Valério

## Prêmios e indicações
Troféu APCA (1974)
- Vencedor:
  - Melhor roteiro original
  - Melhor fotografia (Antônio Meliande)

Festival de Cinema de Santos (1973)
- Vencedor:
  - Melhor filme[1]
  - Melhor fotografia[1]
  - Troféu Pelé de Ouro[1]

Prêmio Governador do Estado (1973)
- Vencedor:
  - Melhor diretor[1]
  - Melhor roteiro[1]